# Piotr Rogoża
Piotr Rogoża (ur. 29 maja 1987 w Gdańsku) – pseudonim polskiego pisarza.

## Życiorys
Studiował kulturoznawstwo na Uniwersytecie im. Adama Mickiewicza w Poznaniu. W wieku 18 lat debiutował opowiadaniami w Nowej Fantastyce (Wielki powrót von Keisera, nr 6/2005) i Czasie Fantastyki (Zwykły to był poniedziałek, nr 3). W roku 2008 opublikował powieść Po spirali w Wydawnictwie Dolnośląskim i zbiór opowiadań Rock'n'roll, bejbi! w Fabryce Słów. Obie te książki to humorystyczna fantastyka, z akcją osadzoną w prowincjonalnym polskim miasteczku. W roku 2011 nakładem wydawnictwa Powergraph ukazała się powieść science-fiction dla młodzieży Klemens i Kapitan Zło. Po kilku latach przerwy, w roku 2019 Rogoża opublikował powieść Niszcz, powiedziała w wydawnictwie Marginesy.

## Życie prywatne
Wychował się w Sulęcinie, w istniejącym wtedy województwie lubuskim.  Studiował w Poznaniu. Mieszka w Warszawie.

## Twórczość

### Książki
- Piotr Rogoża: Po spirali. Wrocław: Wydawnictwo Dolnośląskie ; Poznań : Publicat, 2008. ISBN 978-83-245-8550-2. Brak numerów stron w książce
- Piotr Rogoża: Rock'n'roll, bejbi!. Lublin: Fabryka Słów, 2008. ISBN 978-83-7574-004-2. Brak numerów stron w książce
- Piotr Rogoża: Klemens i Kapitan Zło. Warszawa: Powergraph, 2011. ISBN 978-83-61187-23-3
- Piotr Rogoża: Niszcz, powiedziała. Warszawa: Marginesy, 2019. ISBN 978-83-66335-13-4
- Piotr Rogoża: Konwersja. Warszawa: Marginesy, 2022. ISBN 978-83-67022-88-0

### Opowiadania (wybrane)
- Wielki powrót von Keisera („Nowa Fantastyka” nr 6/2005)
- Zwykły to był poniedziałek („Czas Fantastyki" nr 3)
- Drzewo („Nowa Fantastyka” nr 9/ 2005)
- Rock'n'roll, bejbi („SFFiH” nr 3)
- Jajko („SFFiH” nr 10)
- Nie-Święty Poznań („SFFiH” nr 19)
- Osiedle Cudów: Skrawki („Nowa Fantastyka” nr 8/2009)